# Elección municipal de San Salvador de 2021
La elección municipal de San Salvador de 2021 se llevó a cabo el día 28 de febrero de 2021, en esta elección se eligió al Alcalde de San Salvador para el período de los años 2021-2024 y a su concejo municipal. El concejo municipal de San Salvador se conforma de un alcalde, un síndico y doce regidores, por ley, los miembros del concejo municipal deben ser mayores de 21 años y residir en dicho municipio o un municipio vecino, y ejercerán sus funciones por un período de tres años con la posibilidad de reelección. Desde el año 2015, los concejos municipales son plurales, es decir que el partido más votado obtiene los cargos de alcalde y síndico, mientras que los regidores son distribuidos de manera proporcional al número de votos obtenidos, según el modelo de cocientes y residuos. Las elecciones legislativas y municipales de El Salvador de 2021, fueron las primeras donde se implementó  el voto por rostro de candidatos a alcaldes, en vez de voto por bandera, como era en años anteriores.
En dichas elecciones, el candidato de Nuevas Ideas, Mario Durán, se convirtió en el nuevo alcalde de San Salvador logrando más de 100,000 votos.

## Elecciones Internas
Para definir los candidatos a alcalde, síndico y regidores, los partidos políticos participantes deberán realizar elecciones internas, de conformidad a la Ley de Partidos Políticos, siendo la última fecha para convocar a estas elecciones el día 29 de marzo de 2020. A diferencia de las elecciones legislativas, en las elecciones municipales no está permitida la participación de candidatos no partidarios.
Los partidos políticos que llamaron a la realización de elecciones internas antes del día 29 de marzo de 2020, y sus posibles candidatos son los siguientes: 

### Alianza Republicana Nacionalista
- Ernesto Muyshondt actual alcalde de San Salvador desde el año 2018. Confirmó que buscará su reelección a los medios de comunicación del país.[4]
- Francisco Manzur, buscará ser el candidato oficial a alcalde de San Salvador, anunció su precandidatura en sus redes sociales.[5] Su candidatura fue suspendida por el partido, por violación al reglamento interno.

|  | 100.0 % |

|  | 100.0 % |

### Frente Farabundo Martí para la Liberación Nacional
- Rogelio Canales, coordinador general del Movimiento 5+ y presidente de la Asociación de Constitucionalistas de El Salvador, anunció su precandidatura para la alcaldía de San Salvador.[6]

| Precandidato           | Precandidato           | Precandidato           | Precandidato           | Votos | Porcentaje       |
| ---------------------- | ---------------------- | ---------------------- | ---------------------- | ----- | ---------------- |
| Rogelio Canales        |                        | Rogelio Canales        | Rogelio Canales        | —     | \| \| 100.0 % \| |
| Total de votos válidos | Total de votos válidos | Total de votos válidos | Total de votos válidos |       | —                |
|                        | 100.0 %                |                        |                        |       |                  |

### Gran Alianza por la Unidad Nacional
- Carlos Rodríguez, director del sector juventud del partido GANA en el municipio de San Salvador, anunció su precandidatura para la alcaldía de San Salvador.[7]

| Precandidato           | Precandidato           | Precandidato           | Precandidato           | Votos | Porcentaje       |
| ---------------------- | ---------------------- | ---------------------- | ---------------------- | ----- | ---------------- |
| Carlos Rodríguez       |                        | Carlos Rodríguez       | Carlos Rodríguez       | —     | \| \| 100.0 % \| |
| Total de votos válidos | Total de votos válidos | Total de votos válidos | Total de votos válidos |       | —                |
|                        | 100.0 %                |                        |                        |       |                  |

Sin embargo, luego de esto el partido GANA decidió ir en coalición con Nuevas Ideas para la alcaldía de San Salvador, según el portal oficial web del Tribunal Supremo Electoral.

### Partido de Concertación Nacional
Aún no se han anunciado precandidatos oficialmente.

### Partido Demócrata Cristiano
- Max Meléndez.

| Precandidato           | Precandidato           | Precandidato           | Precandidato           | Votos | Porcentaje       |
| ---------------------- | ---------------------- | ---------------------- | ---------------------- | ----- | ---------------- |
| Max Meléndez           |                        | Max Meléndez           | Max Meléndez           | —     | \| \| 100.0 % \| |
| Total de votos válidos | Total de votos válidos | Total de votos válidos | Total de votos válidos |       | —                |
|                        | 100.0 %                |                        |                        |       |                  |

Sin embargo, luego la candidatura de Max Meléndez fue reemplazada por Miriam Handal.

### Cambio Democrático
Aún no se han anunciado precandidatos oficialmente.

### Democracia Salvadoreña
Aún no se han anunciado precandidatos oficialmente.

### VAMOS
Sara Martínez, presidenta de la Comisión Electoral Permanente del partido VAMOS, confirmó que no presentarán candidato a la alcaldía de San Salvador.

### Nuevas Ideas
- Mario Durán, exministro de Gobernación bajo la administración del  presidente de la República Nayib Bukele.[9]
- Arnols Enrique Luna Ruano.
- Roberto Antonio Méndez Zelaya.

|  | 92.0 % |

|  | 4.6 % |

|  | 3.4 % |

|  | 100.0 % |

### Nuestro Tiempo
- Héctor Silva Hernández, columnista de opinión y director de juventud del partido Nuestro Tiempo desde 2018.

| Precandidato           | Precandidato           | Precandidato           | Precandidato           | Votos | Porcentaje       |
| ---------------------- | ---------------------- | ---------------------- | ---------------------- | ----- | ---------------- |
| Héctor Silva Hernández |                        | Héctor Silva Hernández | Héctor Silva Hernández | —     | \| \| 100.0 % \| |
| Total de votos válidos | Total de votos válidos | Total de votos válidos | Total de votos válidos |       | —                |
|                        | 100.0 %                |                        |                        |       |                  |

## Encuestas
La siguiente tabla se presentan los resultados de los sondeos que se realizarán por parte de encuestadoras reconocidas antes de las elecciones a nivel del municipio de San Salvador. 

#### Período de campaña
| Encuestadora | Fecha             | ARENA     |                   | FMLN  | GANA  |      | PDC  | CD   | DS   | VAMOS | Nuestro Tiempo | Dif. |   |      |      |
| ------------ | ----------------- | --------- | ----------------- | ----- | ----- | ---- | ---- | ---- | ---- | ----- | -------------- | ---- | - | ---- | ---- |
| Encuestadora | Fecha             | IUDOP/UCA | 15 Ene-3 Feb 2021 | 27.8% | 60.4% | 5.2% | –    | 0.9% | 1.3% | –     | –              | Dif. | – | 4.4% | 32.6 |
| TResearch    | 31 Ene-2 Feb 2021 | 37.6%     | 50.9%             | 8.9%  | –     | –    | –    | –    | –    | –     | –              | 13.3 |   |      |      |
| CIPSECA/PUCA | 28 Ene-1 Feb 2021 | 34.9%     | 47.3%             | 4.1%  | 5.2%  | –    | –    | –    | –    | –     | 3.3%           | 12.4 |   |      |      |
| CEC/UFG      | 28-29 Ene 2021    | 37.6%     | 35.3%             | 1.8%  | –     | 1.2% | 0.1% | –    | –    | –     | 1.9%           | 2.3  |   |      |      |
| Mitofsky     | 27-30 Ene 2021    | 35.3%     | 48.2%             | 9.4%  | –     | –    | –    | –    | –    | –     | –              | 12.9 |   |      |      |

#### Período precampaña
| Encuestadora | Fecha          | ARENA     |               | FMLN  | GANA  |      | PDC  | CD   | DS   | VAMOS | Nuestro Tiempo | Dif. |   |      |      |
| ------------ | -------------- | --------- | ------------- | ----- | ----- | ---- | ---- | ---- | ---- | ----- | -------------- | ---- | - | ---- | ---- |
| Encuestadora | Fecha          | IUDOP/UCA | 6–15 Dic 2020 | 26.2% | 38.2% | 4.2% | 1.1% | 0.5% | 0.6% | –     | –              | Dif. | – | 3.1% | 12.0 |
| CIPSECA/PUCA | 18–23 Dic 2020 | 28.8%     | 45.7%         | 4.2%  | 5.7%  | –    | –    | –    | –    | –     | 3.8%           | 16.9 |   |      |      |
| UFG          | 1–10 Nov 2020  | 10.6%     | 41.8%         | 7.2%  | 20.8% | –    | –    | –    | –    | 1%    | 1%             | 21.0 |   |      |      |
| COP          | 12–14 Jul 2020 | 28%       | 18%           | 2%    | 1%    | –    | –    | –    | –    | 1%    | 1%             | 10   |   |      |      |